# Two and a Half Men/Staffel 10
Die zehnte Staffel der US-amerikanischen Sitcom Two and a Half Men feierte ihre Premiere am 27. September 2012 auf dem Sender CBS. Die deutschsprachige Erstausstrahlung der ersten 12 Folgen war vom 8. Januar 2013 bis zum 19. März 2013 auf dem Free-TV-Sender ProSieben zu sehen. Die restlichen Folgen wurden vom 27. August 2013 bis zum 29. Oktober 2013 gesendet.

## Darsteller
| Figur                       | Darsteller            | Deutscher Sprecher       |
| --------------------------- | --------------------- | ------------------------ |
| Walden Schmidt Sam Wilson   | Ashton Kutcher        | Marcel Collé             |
| Dr. Alan Jerome Harper      | Jon Cryer             | Viktor Neumann           |
| Jacob „Jake“ David Harper   | Angus T. Jones        | Adrian Kilian            |
| Evelyn Harper               | Holland Taylor        | Kerstin Sanders-Dornseif |
| Berta                       | Conchata Ferrell      | Regina Lemnitz           |
| Nebendarsteller             |                       |                          |
| Zoey Hyde-Huttington-Pierce | Sophie Winkleman      | Katrin Fröhlich          |
| Lyndsey McElroy             | Courtney Thorne-Smith | Claudia Kleiber          |
| Missi                       | Miley Cyrus           | Shandra Schadt           |
| Rose                        | Melanie Lynskey       | Cathlen Gawlich          |
| Kandi                       | April Bowlby          | Isabelle Schmidt         |
| Kate                        | Brooke D’Orsay        | Maria Koschny            |
| Dr. Herb Melnick            | Ryan Stiles           | Oliver Siebeck           |
| Billy Stanhope              | Patton Oswalt         | Jens Wawrczeck           |
| Tammy                       | Jaime Pressly         | Vera Teltz               |
| Ashley                      | Emily Osment          | Marieke Oeffinger        |
| Jerry                       | Scott Bakula          | Ronald Nitschke          |
| Bridget Schmidt             | Judy Greer            | Tanja Geke               |

## Episoden
| Nr. (ges.) | Nr. (St.) | Deutscher Titel                    | Originaltitel                             | Erstausstrahlung USA | Deutschsprachige Erstausstrahlung (D) | Regie         | Drehbuch | Zuschauer (DE) |
| --- | --------- | ---------------------------------- | ----------------------------------------- | -------------------- | ------------------------------------- | ------------- | --- | -------------- |
| 202 | 1         | Ich bin wie Reizhusten             | I Changed My Mind About the Milk          | 27. Sep. 2012        | 8. Jan. 2013                          | James Widdoes | Handlung: Chuck Lorre & Eddie Gorodetsky Schauspiel: Don Reo & Jim Patterson                                      | 1,55 Mio.      |
| Walden hat Zoey anlässlich ihres Geburtstags zum Essen eingeladen. Er verrät Alan und Berta, dass er ihr einen Heiratsantrag machen will. Dafür fährt er das große Geschütz auf: ein Feuerwerk, einen Gitarristen und Michael Bolton, der „When a man loves a woman“ singt. Trotzdem lehnt Zoey den Antrag ab und rennt davon. Derweil sorgt sich Alan wieder mal darüber, wo er zukünftig wohnen soll und fragt deshalb seine Mutter, die aber ablehnt. Walden hat sich nach der Enttäuschung volllaufen lassen und Bolton bringt ihn nach Hause. Er will aber noch zu Zoey, um zu klären wieso sie nein gesagt hat. Alle raten ihm davon ab, er lässt sich aber nicht aufhalten. Also fährt Alan ihn zu Zoey. Nach langem Hin und Her erklärt Zoey Walden, dass sie einen Anderen hat, einen Freund von früher, der gerade eine schwierige Zeit durchmacht. Am nächsten Morgen, ziemlich verkatert, kann Walden nicht verstehen, wieso „der Andere“ besser sein soll als er. Er isst zum Trost Haschbrownies von Berta. Später geht er mit Alan in die Bar und sie müssen eingestehen, dass sie scheinbar keine Chance bei den Frauen haben. Als Option diskutieren sie, ob sie schwul und ein Paar werden wollen. In diesem Moment taucht eine hübsche Blondine in der Bar auf. Walden verwirft sofort den Gedanken des schwul werden und flirtet mit der Frau. Als sie später zu Hause Hasch rauchen, sieht Walden ständig Zoey statt Jill vor sich. Auch als sie später im Bett liegen und sich küssen geht es weiter, nun kommen auch noch Bridget und seine Mutter dazu. Als er dann Bolton statt Jill sieht, geht es ihr zu weit und sie geht. Später hat Walden auf der Terrasse noch ein Streitgespräch mit all seinen imaginären Frauen. |           |                                    |                                           |                      |                                       |               | |                |
| 203 | 2         | Her mit deiner Hose                | A Big Bag of Dog                          | 4. Okt. 2012         | 8. Jan. 2013                          | James Widdoes | Handlung: Chuck Lorre & Don Reo Schauspiel: Jim Patterson & Eddie Gorodetsky                                      | 1,89 Mio.      |
| Walden versucht über die Trennung von Zoey hinwegzukommen, als er einen Videoanruf von Ava erhält. Sie will ihn zu seinem Geburtstag einladen. Walden weiß aber nicht, ob dies eine gute Idee ist, und will mit Zoey sprechen. Ava entgegnet ihm, dass sie gerade mit ihrem neuen Freund duscht. Walden tut so, als ob ihm dies nichts ausmacht, aber kurz darauf beginnt er mit Alan wegen seines Wagens zu streiten, der die Garage verschmutzt. Danach bekommen sie Besuch von Waldens Mutter Robin, die mit ihm zum Essen verabredet ist. Als sie im Wagen unterwegs sind, beginnt Walden auch mit ihr zu streiten und lässt sie sitzen. Danach geht er ins Büro, aber Billy Stanhope löchert ihn so lange mit Fragen über ihn und Zoey, bis Walden sich nicht mehr beherrschen kann. Daraufhin verkriecht sich Walden in seinem Schlafzimmer und baut ein großes Legohaus für Ava. Alan organisiert ein Treffen mit Robin, Billy und Berta in der Hoffnung, Walden wieder zur Vernunft zu bringen. Der sagt aber, er sei nun endlich darüber hinweg, und während sie miteinander sprechen, bellt draußen dauernd ein Hund. Walden dreht wieder durch, rennt dem Hund nach und bringt ihn nach Hause. Als er am nächsten Tag vom Einkaufen für den Hund zurückkommt, muss er feststellen, dass der Hund das ganze Wohnzimmer verwüstet hat. Ebenso hat er Waldens Handy verschluckt. Walden entschließt sich deshalb, den Hund Ava zum Geburtstag zu schenken, um Zoey eins auszuwischen. Als Zoey ob dem Hund total verzweifelt, versucht sie Walden anzurufen. Verstört stellt sie fest, dass es aus dem Hund heraus klingelt. |           |                                    |                                           |                      |                                       |               | |                |
| 204 | 3         | Der Trauer-Dreier                  | Four Balls, Two Bats and One Mitt         | 11. Okt. 2012        | 15. Jan. 2013                         | James Widdoes | Handlung: Don Reo & Jim Patterson Schauspiel: Chuck Lorre & Eddie Gorodetsky                                      | 2,00 Mio.      |
| Alan und Lyndsey stellen fest, dass es in ihrer Beziehung langweilig geworden ist. Also fragt Lyndsey Alan, was er für Fantasien hat; er möchte gerne mal einen Dreier machen. Lyndsey wünscht sich dies auch, aber Alan braucht einen Moment, bis er kapiert, dass Lyndsey es gerne mit zwei Männern machen möchte, nicht mit einer anderen Frau und ihm, und sie sich Walden dafür ausgesucht hat. Zudem stellt sie die Bedingung, dass sie zuerst ihren Dreier bekommt, weil sie Angst hat, dass Alan, wenn er seinen gehabt hat, nichts mehr von der Abmachung wissen will. Alan muss nun Walden darüber informieren, er tut sich sichtlich schwer damit, ist dementsprechend überrascht, wie locker Walden es nimmt. Zur Einstimmung nehmen die Drei zusammen das Abendessen ein, wobei Lyndsey nicht mit sexuellen Anspielungen gegenüber Walden geizt. Später im Bett warten Alan und Walden, bis sie soweit ist, Alan fühlt sich irgendwie nicht wohl bei der Sache. Als Lyndsey ins Bett kommt, wendet sie sich direkt Walden zu, dieser bricht aber bald in Tränen aus, weil er an Zoey denken muss. Auch beim zweiten Anlauf klappt es nicht, Alan und Lyndsey ziehen sich deshalb in ihr Schlafzimmer zurück. Am nächsten Morgen erhält Walden einen Videoanruf von Zoey, weil Lyndsey mit ihr gesprochen und ihr gehörig die Meinung gesagt hat. In diesem Moment taucht Alan auf und dankt Walden, weil er ihm zu einer unbeschreiblichen Nacht mit Lyndsey verholfen hat. Zoey bekommt dies mit und trennt die Verbindung. Da nun Alan mit seinem Dreier dran ist, geht er mit Lyndsey in die Bar, um eine Frau zu suchen. Später zu Hause müsste sie kurz auf die Toilette und begegnet dabei Walden, der Alan und Lyndsey einen Strich durch die Rechnung macht. |           |                                    |                                           |                      |                                       |               | |                |
| 205 | 4         | Ein hübsches Kind                  | You Know What the Lollipop Is For         | 18. Okt. 2012        | 22. Jan. 2013                         | James Widdoes | Handlung: Chuck Lorre & Alissa Neubauer Schauspiel: Don Reo, Jim Patterson, & Eddie Gorodetsky                    | 2,40 Mio.      |
| Walden erhält Besuch von Missi, der 19-jährigen Tochter eines alten Freundes. Er will ihr die Gegend zeigen, weil sie vorhat, hier zu arbeiten. Missi spricht ein wenig viel und schnell, so auch am ersten Abend, als sie Walden in seinem Schlafzimmer besucht. Während er denkt, dass sie etwas von ihm will, hat sie die Idee, ihn mit ihrer Mutter zu verkuppeln. Am nächsten Tag kommt Jake überraschend zu Besuch, weil er ein freies Wochenende in der Army hat. Er ist sofort hin und weg, als er die Bekanntschaft von Missi macht. Für seinen Vater und Walden hat er keine Zeit. Als sie später am Strand sind und Missi wieder so viel spricht, küsst Jake sie einfach. Am nächsten Morgen macht Jake Frühstück und verplappert sich dabei, dass er die Nacht mit Missi verbracht hat. Doch die Zweisamkeit dauert nicht sehr lange, da Jake wieder einrücken muss. Bevor er geht, gesteht ihm Missi, dass sie eigentlich einen festen Freund hat. Alan bringt Jake danach mit dem Wagen zurück zur Army. Er tröstet ihn über seinen ersten Liebeskummer hinweg. Derweil erneuert Missi ihr Anliegen, dass sie Walden gerne mit ihrer Mutter verkuppeln würde. Walden will aber von ihr wissen, ob sie sich vorstellen könnte, eine Beziehung mit ihm zu haben. Aber Walden ist zu alt für sie, was sie ihm mit einer abschätzigen Antwort zu verstehen gibt. |           |                                    |                                           |                      |                                       |               | |                |
| 206 | 5         | Hinterlistig und verschlagen       | That’s Not What They Call It in Amsterdam | 25. Okt. 2012        | 29. Jan. 2013                         | James Widdoes | Handlung: Eddie Gorodetsky & Susan McMartin Schauspiel: Chuck Lorre, Don Reo & Jim Patterson                      | 1,96 Mio.      |
| Lyndsey und Alan wollen auswärts essen gehen. Sie fragen Walden, ob er sie begleitet, der lehnt aber zunächst ab; als dann sein Burrito in der Mikrowelle explodiert, entschließt er sich doch, mitzugehen. Als sie im Restaurant gerade bezahlen wollen, betritt Zoey mit ihrem neuen Freund Peter das Lokal. Es kommt zu einem peinlichen Aufeinandertreffen. Als sie nach Hause fahren, meint Lyndsey, sie habe diverse Freundinnen, die alleine sind, und schlägt vor, dass sie ein Treffen organisieren könnte. Also gehen sie mit einer Frau nach der anderen aus, aber alle haben ihre Macken und sind nicht wirklich etwas für Walden. So kommt es, dass Walden eines Abends alleine in der Bar ist, um etwas zu trinken. Da taucht plötzlich Rose auf und kommt mit Walden ins Gespräch. Als er später zu Hause Alan und Berta von seiner Bekanntschaft erzählt und erwähnt, dass sie sie kennen, und den Namen Rose erwähnt, warnen ihn beide davor, weiter mit ihr zu verkehren. Walden lässt sich aber nicht davon abbringen und geht mit Rose aus. Als Alan und Lyndsey vom Kinobesuch nach Hause kommen, hören sie komische Geräusche aus Waldens Schlafzimmer. Alan geht nachsehen und erwischt Walden mit Rose in einer pikanten Situation. Als Rose am nächsten Morgen alleine ins Wohnzimmer kommt, sieht sie, dass Jake sich mit einem Videoanruf meldet. Sie spricht mit ihm und erwähnt beiläufig etwas, das sie nur wissen kann, weil sie immer noch das Haus ausspioniert. |           |                                    |                                           |                      |                                       |               | |                |
| 207 | 6         | Frettchen, fass!                   | Ferrets, Attack!                          | 1. Nov. 2012         | 5. Feb. 2013                          | James Widdoes | Handlung: Chuck Lorre & Don Reo Schauspiel: Jim Patterson, Eddie Gorodetsky, Matt Ross & Max Searle               | 2,07 Mio.      |
| Nachdem Walden nun schon seit zwei Wochen mit Rose zusammen ist, fragt er sie, ob sie nicht bei ihm einziehen möchte. Rose ist sich aber nicht sicher, da sie Angst hat, sie könnte nur eine Lückenbüßerin sein. Walden kann aber ihre Zweifel zerstreuen. Am nächsten Tag ruft Zoey bei Walden an und bittet ihn um ein Treffen bei einem Kaffee. Walden will wissen, ob es um etwas Gutes oder Schlechtes geht. Sie versichert ihm, es sei nichts Schlechtes. Am Treffen eröffnet Zoey Walden dann, dass sie mit Peter Schluss gemacht hat, weil sie immer noch in ihn verliebt ist. Walden gibt ihr zu verstehen, dass er auch noch etwas für sie empfindet, Zoey merkt aber, dass da noch etwas ist. Also gesteht er ihr, dass er eine neue Freundin hat. Zoey findet dies aber nicht weiter schlimm, solange sie nicht zusammen wohnen, was Walden verneint. Als Walden wieder zu Hause ist, erzählt er Alan, weshalb Zoey ihn sprechen wollte. Alan weist ihn darauf hin, dass Rose bereits am Einziehen ist. Walden tut sich schwer, Rose nun zu erklären, dass er wieder mit Zoey zusammen sein will, er schafft es dann aber doch noch. Rose scheint Verständnis dafür zu haben, hetzt aber dann ihre Frettchen auf Walden. Später klopft sie bei Zoey an die Türe und erzählt, sie sei schwanger von Walden. Zoey will natürlich Klarheit und geht zu Walden. Er erklärt ihr, dass dies nicht stimmt und dass Rose wieder ausgezogen sei. Dies kann Zoey aber nicht akzeptieren, weil er sie deswegen angelogen hat. Deshalb geht sie wieder. |           |                                    |                                           |                      |                                       |               | |                |
| 208 | 7         | Die Menschenflüsterin              | Avoid the Chinese Mustard                 | 8. Nov. 2012         | 12. Feb. 2013                         | James Widdoes | Handlung: Chuck Lorre & Gemma Baker Schauspiel: Don Reo, Jim Patterson & Eddie Gorodetsky                         | 2,35 Mio.      |
| Als es an der Türe klingelt, meint Walden, seine Pizza wird geliefert. Umso erstaunter ist er, als Missi draußen steht. Sie ist von zu Hause abgehauen, weil sie Krach mit ihrem Vater hatte. Kurz darauf steht auch Jake in der Türe und behauptet, er habe Urlaub. Alan glaubt aber nicht an einen Zufall. Etwas später möchte Missi, dass ihr Jake im Zimmer beim „auspacken“ hilft. Er meint, sie wolle wirklich auspacken und braucht die Hilfe von Walden, bis er begreift was Missi gemeint hat. Walden geht derweil in die Bibliothek, weil er seine Ruhe haben will. Dort begegnet er Whitney, die ihn sofort fasziniert. Sie ist Schauspielerin, hat aber derzeit keinen Job. Walden engagiert sie als seine „Freundin“, damit er nicht mehr so alleine ist. Währenddessen steht zu Hause die Militärpolizei vor der Türe und sucht Jake, weil er sich unerlaubt von der Truppe entfernt hat. Alan behauptet, er sei nicht hier. Danach stellt er Jake zur Rede, der erwidert, er kehre nicht mehr zur Army zurück, weil er nicht mehr von Missi getrennt sein will. Missi muss aber feststellen, dass ihre Gefühle für Jake nicht so stark sind und beendet die Sache. Später erklärt sie Walden, was es bei ihr braucht, bis sie so tiefe Gefühle für jemanden empfinden kann. Walden versucht daraufhin Whitney mit denselben Argumenten zu überzeugen, weil er sich in sie verliebt hat. Whitney eröffnet ihm aber, dass sie lesbisch ist und zerstört Waldens Hoffnungen. Alan bringt Jake zurück in die Army und muss dabei feststellen, dass sein kleiner Junge erwachsen geworden ist. |           |                                    |                                           |                      |                                       |               | |                |
| 209 | 8         | Arm aber schön                     | Something My Gynecologist Said            | 15. Nov. 2012        | 19. Feb. 2013                         | James Widdoes | Handlung: Chuck Lorre & Jim Patterson Schauspiel: Don Reo & Eddie Gorodetsky                                      | 1,93 Mio.      |
| Lyndsey macht sich Gedanken über ihre gemeinsame Zukunft mit Alan. Sie sucht nach Sicherheit, er will sich aber nicht festlegen. Trotzdem hat er Angst, dass Lyndsey ihn deswegen verlassen könnte. Walden leiht sich Alans Wagen aus, weil er sein Fahrrad zur Reparatur bringen muss. Prompt bleibt er unterwegs mit einer Panne liegen. Eine attraktive Frau in einem Bentley hält an und fragt Walden, ob er Hilfe brauche oder ob sie ihn bis zur nächsten Tankstelle mitnehmen könne. Sie stellt sich als Shari vor, Walden verschweigt aber seine ganze Identität. Er erwähnt nur, dass er gerade an einem Buch arbeite (welches er nur schon seit 14 Jahren fertig lesen will), Shari meint deshalb, er sei ein armer Schriftsteller, der nicht vom Fleck kommt. Sie lädt ihn zu sich nach Hause auf ein Schäferstündchen ein und gibt ihm danach sogar noch Geld für ein Taxi, damit er wieder nach Hause kommt. Walden gefällt dies und sie treffen sich erneut, dieses Mal gehen sie danach zusammen in Beverly Hills shoppen, sie kleidet ihn komplett neu ein. Er kommt sich vor wie Julia Roberts in Pretty Woman. Alan weiß nicht, wie er sich gegenüber Lyndsey verhalten soll, und geht in die Bar, um seinen Kummer hinunterzuspülen. Da trifft er auf einen älteren Herren – er selbst in 30 Jahren –, der ihm gehörig die Meinung sagt. Daraufhin weiß er, was er zu tun hat, und geht zu Lyndsey, um ihr seine Liebe zu gestehen. Walden will Shari zu Hause überraschen; als er an der Türe klingelt, öffnet ein junger Mann. Er meint, das sei ihr Sohn, Shari macht ihm aber klar, dass er nicht einfach unangemeldet hier auftauchen könne. Walden will ihr klarmachen, dass er Milliardär ist, Shari glaubt ihm aber nicht. |           |                                    |                                           |                      |                                       |               | |                |
| 210 | 9         | Die Paparazzi-Falle                | I Scream When I Pee                       | 29. Nov. 2012        | 26. Feb. 2013                         | James Widdoes | Handlung: Chuck Lorre & Don Reo Schauspiel: Jim Patterson, Eddie Gorodetsky & Steve Tompkins                      | 1,81 Mio.      |
| Alan erhält eine Mail von seiner Ex Kandi, sie schreibt, dass sie ihn auf einen Kaffee treffen möchte. Walden kann nicht glauben, dass Alan mit ihr verheiratet war, das sei gar nicht möglich, die Frau sei viel zu hübsch. Alan trifft sich mit ihr in einem Kaffee. Sie beginnt mit ihm zu flirten, aber er bleibt standhaft. Danach erzählt er Lyndsey davon, weil er nun eine Beziehung mit ihr haben will, die auf Aufrichtigkeit und Ehrlichkeit basiert. Er bekommt dafür den besten Sex, den er jemals hatte, wie er später vor Walden prahlt. Als Alan bereits schläft, läutet sein Telefon, Kandi ist am Apparat und lallt herum. Da er Angst hat, sie tue sich etwas an, geht er zu ihr ins Hotel. Doch sie hat ihm etwas vorgespielt, damit sie ihn herlocken konnte. Erneut macht sie sich an ihn heran, doch Alan bleibt standhaft. Am nächsten Morgen erhält er einen Anruf von Lyndsey, die total wütend ist, weil eindeutige Paparazzi-Fotos von Alan und Kandi im Internet aufgetaucht sind. Er besucht Kandi erneut und verlangt von ihr, dass sie mit einem Anruf bei Lyndsey richtigstellt, dass nichts passiert ist. Sie verpatzt den Anruf aber. Später besucht sie Lyndsey persönlich, um ihr alles zu erklären. Danach landen sie zusammen im Bett, wovon Alan nichts erfahren darf. Berta hat Geburtstag, Walden will von ihr wissen, ob sie eine Feier macht, sie verneint dies aber. Also besucht er sie am nächsten Tag mit einem Hasch-Kuchen. Als sie total high sind, meint Walden, er bestelle sich jetzt ein Taxi, weil er nicht mehr selbst nach Hause fahren könne. Er bittet Berta darum, sie solle doch am nächsten Tag den Wagen zurückbringen. Unter einem Vorwand lockt er sie vor das Haus, wo sein Geschenk an Berta – ein neuer roter Sportwagen – steht. Er bittet Berta darum, Alan nichts von seinem Geschenk zu verraten, woran sie sich natürlich nicht hält.                                                                                            |           |                                    |                                           |                      |                                       |               | |                |
| 211 | 10        | Ein-Ei-Johnson                     | One Nut Johnson                           | 6. Dez. 2012         | 5. März 2013                          | James Widdoes | Handlung: Don Reo, Jim Patterson & Eddie Gorodetsky Schauspiel: Chuck Lorre, Steve Tompkins & Alisa Neubauer      | 1,86 Mio.      |
| Walden will Alan beweisen, dass sich die Frauen nur für ihn interessieren, wenn sie wissen wie reich er ist. Alan glaubt dies nicht, aber Walden zeigt es ihm, indem er eine Frau in der Bar anspricht und seinen vollen Namen nennt. Zuerst hat sie kein Interesse, nach kurzer Zeit – sie hat ihn in der Zwischenzeit gegoogelt – kehrt sie zurück und lässt sich doch einladen. Walden ist deswegen ziemlich frustriert und beschließt, sich eine andere Identität zuzulegen, um es zu testen. So nennt er sich fortan „Sam Wilson“. Bereits beim ersten Versuch im Billig-Warenhaus kommt er ins Gespräch mit der Verkäuferin Kate. Sie sind sich schnell sympathisch, gehen zusammen aus und landen schließlich im Bett. Aber weil „Sam“ sich nicht getraut, Kate zu sich nach Hause mitzunehmen, obwohl er nun zur Miete bei Alan wohnt, und Alan sich wie ein reicher Kotzbrocken aufführt, schlägt Kate ihm vor, er könne ja bei ihr einziehen, bis er etwas eigenes gefunden hat. Sie stellt als Bedingung nur, dass sie immer ehrlich zueinander sind und sich alles erzählen. „Sam“ sagt daraufhin, er sei Milliardär, Kate tut dies aber als Scherz ab. |           |                                    |                                           |                      |                                       |               | |                |
| 212 | 11        | Der Baumverkäufer                  | Give Santa a Tail-hole                    | 13. Dez. 2012        | 12. März 2013                         | James Widdoes | Handlung: Chuck Lorre, Matt Ross & Mark Seale Schauspiel: Don Reo, Jim Patterson & Eddie Gorodetsky               | 1,62 Mio.      |
| Kate stört sich daran, dass „Sam“ nichts arbeitet. Er hat aber das Problem, dass er eigentlich gar nicht existiert. Also sucht er sich einen Job, bei dem er keine Papiere braucht. Er heuert deshalb als Weihnachtsbaumverkäufer an. Billy Stanhope ruft Walden an, um ihn zu fragen, ob er eigentlich wieder mal in der Firma aufkreuzt, zudem teilt er ihm mit, dass Mark Zuckerberg ein Angebot gemacht hat und die Firma für 800 Millionen Dollar kaufen will. Walden sagt aber klar, unter 1,2 Milliarden und einer Minderheitsbeteiligung von 49 % geht nichts. Alan bekommt eine Absage nach der anderen für sein Weihnachtsfest, zuerst Jake, dann seine Mutter und zuletzt auch noch Lyndsey, die zu ihrer Großmutter muss, weil sie gestürzt ist. Kate näht Weihnachtskostüme für die Haustiere ihrer Chefin, um nebenher etwas zu verdienen. Dabei geht ihr aber die Nähmaschine kaputt. Billy besucht Walden bei seiner Arbeit, um ihm mitzuteilen, dass Zuckerberg sein Angebot auf 900 Millionen erhöht hat. Walden lehnt nach wie vor ab, Billy teilt dies Zuckerberg am Telefon mit, also bietet er mehr. Schließlich zahlt sich die Hartnäckigkeit von Walden aus, er bekommt die geforderte Summe. Er schenkt Kate zu Weihnachten eine neue Nähmaschine und behauptet, er habe sie vom Trinkgeld bei der Arbeit gekauft. |           |                                    |                                           |                      |                                       |               | |                |
| 213 | 12        | Willkommen auf Alancrest           | Welcome to Alancrest                      | 3. Jan. 2013         | 19. März 2013                         | James Widdoes | Handlung: Chuck Lorre, Don Reo & Steve Tompkins Schauspiel: Jim Patterson, Eddie Gorodetsky & Susan McMartin      | 1,99 Mio.      |
| Walden trifft sich mit Alan in der Bar, weil sie sich vermissen. Dabei stellt Walden fest, dass es ihm nicht so gut geht, er hat Haarausfall. Zu Hause trifft „Sam“ auf die enttäuschte Kate, weil sie keine Zukunft als Modedesignerin sieht. Er versucht sie aufzumuntern und kommt dabei auf die Idee, Alan zu fragen, ob er nicht in Kate investieren möchte. Also geht Walden zu Alan, überweist ihm 100.000 Dollar, damit er es Kate geben kann. Alan lädt die beiden ein, um sich ein Bild von Kates Arbeit zu machen. Er benimmt sich ziemlich daneben und will ihr zuerst nur die Hälfte des Geldes geben. Erst auf Waldens Intervention gibt er ihr den ganzen Betrag. Walden hat Potenzprobleme, Alan weiß Abhilfe und begleitet ihn in Russells Apotheke, damit er etwas zur Unterstützung bekommt. Kate steckt in den Vorbereitungen zur Fashion Week in New York, wo sie ihre erste Kollektion zeigt, und hat nicht viel Zeit für Sam, obwohl er wieder ‚seinen Mann stehen könnte‘. Beim Abschied hat Walden den Mut nicht, Kate endlich die Wahrheit über sich zu sagen. Drei Wochen später sucht Alan nach Walden, weil er sich schon so lange nicht mehr gemeldet hat. Er findet ihn völlig verwahrlost im Schlafzimmer. |           |                                    |                                           |                      |                                       |               | |                |
| 214 | 13        | Das Leben ist kein Musical         | Grab a Feather and Get in Line            | 10. Jan. 2013        | 27. Aug. 2013                         | James Widdoes | Handlung: Chuck Lorre, Eddie Gorodetsky & Gemma Baker Schauspiel: Don Reo, Jim Patterson & Alissa Neubauer        | 1,41 Mio.      |
| Walden will zunächst die Wohnung von Kate nicht verlassen, aber Alan kann ihn davon überzeugen, dass er Hilfe braucht und nimmt ihn mit nach Hause. Er weiß nun, dass er Kate die Wahrheit sagen muss, weiß aber noch nicht wie. Als sie über Video miteinander sprechen, entschließt er sich, dass er sie in New York besuchen will. Er lügt deshalb noch ein letztes Mal, als er ihr sagt, sie fliegen mit Alans Jet. Alan und Walden treffen sich mit Kate auf ihrer Modenschau, Walden nimmt nun allen Mut zusammen und stellt sich Kate als Walden Schmidt vor. Sie versteht zunächst nicht, was das soll und sagt Walden, nicht Alan sei ein Idiot, sondern er. Walden versinkt in Selbstmitleid, aber er kann Kate doch verstehen, dass sie nichts mehr von ihm wissen will. Da ruft sie ihn an und bittet um ein Treffen. Ihr ist nun bewusst geworden, dass es nicht Alan war, der ihr das Geld gegeben hat. Trotzdem weiß sie nicht, wer Walden wirklich ist. Sie will auch nicht mit ihm zurückkehren, sondern bleibt in New York. Auf dem Rückflug ist Walden sich sicher, dass er sie verloren hat. |           |                                    |                                           |                      |                                       |               | |                |
| 215 | 14        | Wer hat in meinen Busch gepinkelt? | Run Steven Staven! Run!                   | 31. Jan. 2013        | 27. Aug. 2013                         | James Widdoes | Handlung: Chuck Lorre, Don Reo & Eddie Gorodetsky Schauspiel: Jim Patterson, Matt Ross & Max Searle               | 1,53 Mio.      |
| Lyndsey muss vor dem Haus auf Alan warten, weil sie keinen Schlüssel hat. Es entbrennt eine Diskussion darüber, weil Alan Walden gegenüber Skrupel hat, ihr einen Schlüssel zu geben. Statt die Nacht mit Alan zu verbringen, geht Lyndsey wieder. Walden trauert immer noch Kate nach. Er kann nicht akzeptieren, dass sie nichts von ihm wissen will. Im Büro erzählt ihm Billy, dass Bridget ihn verlassen hat. Die beiden trösten einander über ihren Verlust hinweg. Alan will sich bei Lyndsey entschuldigen, sie zeigt ihm aber die kalte Schulter. Zudem hat sie ein Date mit ihrem Gynäkologen. Unvermittelt taucht Herb auf, der Lyndsey nachspioniert. Er erzählt Alan, dass Judith ihn verlassen hat. Die beiden gehen zu Alan und treffen dort auf Walden und Billy. Sie tauschen sich untereinander aus, weil sie alle das gleiche Schicksal ereilt hat. Dann beschließen sie, in eine Bar zu gehen, um Frauen aufzureißen. Doch dies misslingt. So landen sie bei Herb im Whirlpool und sinnieren über das Leben und die Frauen nach. Dabei fällt ihnen auf, dass einzig Alan von seiner Freundin aus einem Grund verlassen wurde, der einfach zu regeln ist. So macht sich Alan auf den Weg, um Lyndsey den Schlüssel zu geben. Die drei anderen entführen dafür das Date von Lyndsey. |           |                                    |                                           |                      |                                       |               | |                |
| 216 | 15        | Tattoo-Tata                        | Paint It, Pierce It or Plug It            | 7. Feb. 2013         | 3. Sep. 2013                          | James Widdoes | Handlung: Chuck Lorre, Don Reo & Eddie Gorodetsky Schauspiel: Jim Patterson, Matt Ross & Max Searle               | 1,68 Mio.      |
| Jake kündigt seinen Besuch an, er wird mit seiner neuen Freundin Tammy kommen. Alan hat seine Bedenken, weil Tammy fast doppelt so alt wie Jake ist. Er lernt sie dann aber als taffe Frau kennen, die weiß was sie will. In einem Gespräch unter vier Augen erklärt Tammy Alan, weshalb sie mit Jake zusammen ist und auch, dass es gut sein kann, dass dies nicht für ewig ist. Jake spricht derweil mit Walden und verrät ihm, dass er morgen mit Tammy nach Las Vegas gehen will, um sie zu heiraten, sie müsse nur ja sagen. Er bittet Walden aber darum, seinem Vater nichts zu sagen, was der aber gar nicht gut findet. Da Walden nichts für sich behalten kann, will er zunächst nicht am gemeinsamen Abendessen teilnehmen. Er lässt sich aber von Alan umstimmen. Als es zu einem Disput kommt, platzt das Geheimnis von Jake aus ihm heraus. Alan ist deswegen aufgebracht und will es Jake verbieten, da er weiß, dass Tammy nicht möchte. Sie schlägt sich zunächst aber auf die Seite von Jake. Später macht sie ihm aber klar, dass sie ihn nicht heiratet, wenn nicht die ganze Familie dabei ist. Sie verlangt von Jake, dass er sich mit seinem Vater ausspricht und dass er nichts überstürzt. So versöhnt er sich mit seinem Vater, Alan ist Tammy sehr dankbar dafür. |           |                                    |                                           |                      |                                       |               | |                |
| 217 | 16        | Vorteil: Fettes, fliegendes Baby   | Advantage: Fat, Flying Baby               | 14. Feb. 2013        | 10. Sep. 2013                         | James Widdoes | Handlung: Chuck Lorre, Eddie Gorodetsky & Alissa Neubauer Schauspiel: Jim Patterson, Don Reo & Steve Tompkins     | 1,50 Mio.      |
| Alan und Walden sprechen über den bevorstehenden Valentinstag. Alan hat etwas Spezielles für Lyndsey geplant, während Walden dem Tag nichts mehr abgewinnen kann, seit Kate in New York ist. Da erhält er eine Nachricht von ihr, dass sie in der Stadt ist und sich mit ihm treffen will. Walden macht sich sofort große Hoffnungen, aber die werden beim Treffen mit Kate gleich wieder zerstört. Sie wollte ihn nur sehen, um ihm einen Scheck für das geliehene Geld zu geben, da sie nun einen neuen Investor gefunden hat. Walden kehrt frustriert nach Hause zurück, wo er sich Alan anvertraut. Der sagt ihm aber klipp und klar, dass er jetzt nicht aufgeben soll. Er hat so seine Erfahrungen aus seiner Beziehung mit Lyndsey. Also geht Walden wieder zu Kate und lädt sie zum Essen ein. Sie will zunächst nicht, aber Walden kann sie davon überzeugen. Der Abend verläuft gut, zum Abschied küsst Kate Walden. Als er mehr will, merkt sie an, dass sie sich erst neu kennenlernen müssen und er Geduld haben muss. Eine von Alans Überraschungen für Lyndsey ist, dass er sich sein Schamhaar herzförmig zurechtgeschnitten hat. Er zeigt das Ergebnis Walden, um seine Meinung darüber zu hören. Der findet, es sehe nicht nach einem Herzen aus, da müsse er nachbessern. Als Lyndsey am Abend abholen will, ist er noch im Bad damit beschäftigt und schneidet sich dabei so schwer, dass sie ihn notfallmäßig ins Krankenhaus bringen muss. Walden hat Kate herumgekriegt und sie sind zusammen im Bett gelandet. Sie bekommt eine Nachricht von ihrem neuen Investor, dass sie am nächsten Tag nach China muss. Kate und Walden suchen danach nach einem Termin, wann sie sich wieder treffen können, dabei stellen sie fest, dass alles viel einfach war, als sie noch arm waren. Als sie am nächsten Tag mit ihrem neuen Investor zum Flughafen fährt, spricht sie über Walden. Ihr neuer Investor sagt zu ihr, wenn er sie wirklich liebt, dann wartet er. Der Investor ist Rose. |           |                                    |                                           |                      |                                       |               | |                |
| 218 | 17        | Mittelschul-Mysterien              | Throgwarten Middle School Mysteries       | 21. Feb. 2013        | 17. Sep. 2013                         | James Widdoes | Handlung: Chuck Lorre, Jim Patterson & Nick Bakay Schauspiel: Don Reo, Eddie Gorodetsky & Gemma Baker             | 2,09 Mio.      |
| Walden hat beim Digitalisieren seiner alten Videos eine Aufnahme gefunden, bei der er als Student am MIT erzählt, was er in der Zukunft alles erreichen will. Vieles davon hat Walden geschafft, aber er findet, die wirklich wichtigen Sachen wie eine Frau und Kinder, fehlen. Lyndsey erklärt ihm, dass das mit den Beziehungen nicht so einfach ist wie man meint. Walden entschließt sich, auf eine Dating-Börse für Reiche zu gehen, wo man seinesgleichen trifft. Nach zwei missglückten Kontakten erblickt er seine Ex-Frau Bridget, die auch Anschluss sucht. Sie kommen ins Gespräch und landen kurze Zeit später zusammen im Bett. Als sie am nächsten Morgen mit Alan am Frühstück sitzen, warnt er Walden noch davor, dass Bridget ihn wieder bemuttern wird. Walden ignoriert aber die Warnung und so nimmt das Unheil seinen Lauf. Es gipfelt darin, dass Bridget von Walden verlangt, dass Alan und Berta gehen müssen. In diesem Moment stellt er fest, dass sich dies alles nur in seinen Gedanken abspielte, bevor er Bridget angesprochen hatte. Er verlässt die Veranstaltung fluchtartig. Alan dreht nun ebenfalls ein Video, was er in 50 Jahren erreichen will, nämlich immer noch bei Walden wohnen. |           |                                    |                                           |                      |                                       |               | |                |
| 219 | 18        | Neun Uhr vier von Pemberton        | The 9:04 From Pemberton                   | 7. März 2013         | 24. Sep. 2013                         | James Widdoes | Handlung: Chuck Lorre, Jim Patterson & Eddie Gorodetsky Schauspiel: Don Reo, Steve Tompkins & Alissa Neubauer     | 1,64 Mio.      |
| Alan will sich Toast machen. Durch eine Manipulation gerät der Toaster in Brand und beim Versuch, den Brand zu löschen, verursacht Alan einen Kurzschluss. Walden spricht Alan am nächsten Morgen darauf an, der hat aber schon einen Ersatz gekauft. Es ist jedoch ein viel billigeres Modell, was Walden nicht akzeptiert. Alan kauft deshalb den gleichen Toaster, den er zerstört hat, ist aber durch das Verhalten von Walden gekränkt. Da sie sich deshalb noch mehr streiten, beschließt Alan auszuziehen. Er versucht bei Lyndsey Unterschlupf zu finden, aber als sie ihm sagt, dass dann auch alle Rechnungen geteilt werden müssen, findet Alan dies lächerlich. Lyndsey wirft ihn hinaus, draußen trifft er auf Herb, der Nachbarschaftswache macht. Herb anerbietet Alan, dass er bei ihm wohnen kann, weil er sich einsam fühlt, seit Judith gegangen ist. Herb und Alan verstehen sich gut, sie spielen zusammen mit der Modelleisenbahn, als Walden Herb anruft, weil er sich nun auch einsam fühlt und Alan vermisst. Herb verleugnet Alan und sagt ihm auch nicht, dass Walden angerufen hat. Später kommt Walden bei Herb vorbei, weil er mit Alan sprechen will. Herb sagt wieder, Alan sei nicht da, doch in diesem Moment taucht Alan auf. Walden und Herb beginnen sich zu streiten, bei wem Alan nun wohnen soll. Alan entscheidet sich schließlich für Walden, was der natürlich bald wieder bereut |           |                                    |                                           |                      |                                       |               | |                |
| 220 | 19        | Tragen Schafe Lippenstift?         | Big Episode: Someone Stole a Spoon        | 14. März 2013        | 1. Okt. 2013                          | James Widdoes | Handlung: Chuck Lorre, Don Reo & Gemma Baker Schauspiel: Jim Patterson, Eddie Gorodetsky & Susan McMartin         | 1,50 Mio.      |
| Walden und Alan machen zusammen Yoga, als Herb an der Türe klingelt. Er bringt Alan seine Brieftasche, die er bei ihm vergessen hat. Walden, immer noch mit Yoga beschäftigt, fällt plötzlich um und hat große Schmerzen. Herb findet heraus, dass sich seine Samenstränge verknotet haben, und hilft ihm, alles wieder in Ordnung zu bringen. Walden muss ihn aber noch in seiner Praxis aufsuchen, damit Herb eine Ultraschalluntersuchung machen kann. Dabei fragt ihn Herb, wie er nach der Trennung von Bridget das Tief überwunden habe. Walden empfiehlt ihm, einfach hinauszugehen und Frauen kennenzulernen. Herb sagt noch, er wisse nicht, wo, als sie das Sprechzimmer verlassen und draußen auf zwei hübsche Pharmavertreterinnen treffen. Nun ist es auch für Herb klar, wie einfach es sein kann. Also gehen sie mit ihnen etwas trinken und landen später bei Walden zu Hause, wo weiter gefeiert wird. Während Walden am nächsten Morgen ziemlich verkatert ist, scheint es Herb nichts auszumachen, weil er Medikamente nimmt. So wird gleich weitergemacht, Walden und Alan erwachen später auf der Terrasse, Herb feiert drinnen wieder Party. Sie müssen ihm nun erklären, dass es nicht so weitergehen kann, weil sie nicht mehr können. Sie bitten Herb zu gehen. Einige Tage später macht Walden sich Sorgen um Herb, weil er auf Anrufe nicht reagiert. Sie spüren ihn in einem Motel auf, wo er immer noch feiert. Erst als sie Judith zu Hilfe holen, lässt sich Herb dazu bewegen, aufzuhören. |           |                                    |                                           |                      |                                       |               | |                |
| 221 | 20        | Mund weg von meiner Tochter        | Bazinga! That’s From A TV Show            | 4. Apr. 2013         | 8. Okt. 2013                          | James Widdoes | Handlung: Chuck Lorre, Jim Patterson & Eddie Gorodetsky Schauspiel: Don Reo, Matt Ross & Max Searle               | 1,67 Mio.      |
| Jake ist zu Besuch, er erzählt, dass er mit Tammy Schluss gemacht hat, weil er eine andere Frau kennengelernt hat. Da klingelt es an der Türe und Tammy steht ziemlich wütend draußen. Wie sich herausstellt, hat Jake mit ihrer Tochter Ashley rumgemacht. Walden empfindet irgendwie Bewunderung für Jake und seine Mutter-Tochter-Geschichte. Tammy spricht mit Alan und fragt sich, wieso Jake ihr das angetan hat. Kurze Zeit später taucht auch Ashley auf. Sofort geraten Mutter und Tochter aneinander. Da klingelt es erneut, und Ashleys Exfreund Jerry steht vor der Türe. Er will Ashley zurück, aber sie will mit Jake zusammenbleiben. Walden versucht Tammy bei einem Drink in der Bar zu beruhigen, er kann sie davon überzeugen, dass es besser ist, wenn sie die Beziehung akzeptiert und Jake vergibt. Das Gespräch mit Jake verläuft aber nicht so, wie Walden es sich vorgestellt hat. In diesem Moment taucht Jerry erneut auf, er kann Ashley davon überzeugen, wieder zu ihm zurückzukehren, indem er ihr einen teuren Ring und einen Mercedes schenkt. Jake ist untröstlich, aber Alan versucht ihn damit zu trösten, dass es einem Harper immer so geht. Tammy und Walden sprechen über die neuen Entwicklungen und weshalb sie eigentlich niemanden für eine längerfristige Beziehung finden – bis sie merken, dass sie eigentlich gar nicht so weit suchen müssen, und sich küssen. |           |                                    |                                           |                      |                                       |               | |                |
| 222 | 21        | Noch eine Nacht mit Neil Diamond   | Another Night With Neil Diamond           | 25. Apr. 2013        | 15. Okt. 2013                         | James Widdoes | Handlung: Chuck Lorre, Don Reo & Steve Tompkins Schauspiel: Jim Patterson, Eddie Gorodetsky & Nick Bakay          | 1,71 Mio.      |
| Lyndsey hat eine schwere Aufgabe vor sich, sie will sich von Alan trennen. Beim Abendessen sagt sie es ihm dann und er will natürlich wissen wieso. Sie meint, sie liebe ihn noch, sei aber nicht mehr verliebt, und dies reiche nicht. Alan weint sich danach bei Walden aus. Am nächsten Morgen sieht die Welt für ihn schon wieder besser aus, weil er sich eingeredet hat, Lyndsey wolle sich gar nicht von ihm trennen, sondern spiele nur ein Spielchen mit ihm. Also geht er zu ihr, um sich zu entschuldigen. Lyndsey macht ihm aber klar, dass es definitiv vorbei ist, weil sie einen neuen Freund hat. Am Abend spioniert Alan vor ihrem Haus herum, weil er wissen will, wer der Neue ist. Später kommen auch noch Walden und Herb dazu. Herb weiß, dass ihr neuer Freund Nick heißt und ein guter Liebhaber sein muss. Alan lässt sich nun total gehen, er liegt nur noch im Bett herum, auch Berta kann ihn nicht aufmuntern. Er meint, er bleibe nun für immer alleine. Walden bringt es fertig, dass Alan mit ihm in die Bar geht, um etwas zu trinken. Er hat aber noch eine andere Überraschung für ihn: Allie, die Frau von Nick, kommt ebenfalls. Alan meint zuerst, dass er noch nicht für eine neue Beziehung bereit ist, als Allie ihm aber Rachesex vorschlägt, ist er sofort dabei. |           |                                    |                                           |                      |                                       |               | |                |
| 223 | 22        | Die Unterwäsche der Stars          | My Bodacious Vidalia                      | 2. Mai 2013          | 22. Okt. 2013                         | James Widdoes | Handlung: Chuck Lorre, Don Reo, Jim Patterson & Eddie Gorodetsky Schauspiel: Gemma Baker, Matt Ross & Matt Searle | 1,84 Mio.      |
| Alan kann die Trennung von Lyndsey immer noch nicht verkraften und zerfließt in Selbstmitleid. Walden versucht ihn aufzumuntern und schlägt ihm vor, rauszugehen und neue Frauen kenn zu lernen. Alan hat aber kein Interesse. Erst als er ihm seine Kreditkarte anbietet, damit er sich neu einkleiden kann, lenkt Alan ein. Als Alan neu gestylt vom Shoppen zurückkommt, schlägt Walden ihm vor, doch gleich zu testen, wie er bei den Frauen ankommt. So gehen sie zusammen in den Ausgang, aber Alans Anmache funktioniert bei den Frauen nicht. Walden schlägt ihm noch einen Versuch bei einer hübschen Blondine vor, Alan stellt sich wieder gleich an, aber die Frau findet ihn total lustig. Walden versteht die Welt nicht mehr. Sie gehen zusammen zu ihr nach Hause, nachdem Alan kurz auf die Toilette musste, findet er Meghan zunächst nicht mehr. Sie ist bei ihrem Mann, der im Rollstuhl sitzend vor sich hin vegetiert. Alan hat zuerst Skrupel, aber sie kann ihn davon überzeugen, dass es ihn nicht stört. Kurz darauf besuchen Meghan und ihr Mann Alan im Strandhaus. Während sich die beiden im Zimmer vergnügen, sitzt Victor auf der Terrasse. Obwohl er ihn wahrscheinlich nicht versteht, beginnt Walden mit ihm zu sprechen. Kurz darauf sackt Victor in sich zusammen, seine Geräte zeigen keinen Herzschlag mehr an. Meghan muss ihn nach Hause bringen, da sie in ihrem Ehevertrag eine Fremdgeh-Klausel hat und nicht erwischt werden darf. Auf dem Weg dorthin fährt Walden schnell über eine Bodenschwelle und durch die Erschütterung kommt Victor wieder zu sich. Er kann nun sogar wieder sprechen und stört sich wirklich nicht daran, dass Alan ein Verhältnis mit seiner Frau hat. |           |                                    |                                           |                      |                                       |               | |                |
| 224 | 23        | Backen mit Oma                     | Cows, Prepare to Be Tipped                | 9. Mai 2013          | 29. Okt. 2013                         | James Widdoes | Handlung: Chuck Lorre, Alissa Neubauer & Susan McMartin Schauspiel: Don Reo, Jim Patterson & Eddie Gorodetsky     | 2,00 Mio.      |
| Walden hat auf einer Party Stacey kennengelernt. Da sie zu viel Alkohol getrunken hat, fährt er sie nach Hause. Dabei lernt er ihre Großmutter Linda kennen, mit der sie zusammen wohnt. Nachdem Linda Stacey ins Bett gebracht hat, kommt sie mit Walden ins Gespräch. Er kann nicht glauben, dass sie die Großmutter ist. Als Walden gehen will, lädt sie ihn auf einen Tee und einen Joint ein. Danach versucht Walden, ihr näherzukommen, aber sie lehnt ab. Jake hat Urlaub und besucht seinen Vater. Dabei eröffnet er ihm, dass er in Kürze für mindestens ein Jahr nach Japan versetzt wird. Alan ist natürlich traurig darüber. Als Walden nach Hause kommt, erzählt er von seinem Abend und dass er nicht weiß, was er nun machen soll, da er Linda mag. Also lädt er beide Frauen zu einem Essen ein. Da Stacey nicht viel Interesse zeigt und bald an eine Party gehen will, sind Linda und Walden wieder alleine. Aber auch dieses Mal schafft es Walden nicht, ihr näherzukommen. Alan schlägt Jake vor, dass sie zusammen einen Ausflug machen könnten, damit sie nochmals etwas Zeit miteinander verbringen können. Walden besucht erneut Linda, die meint, er sei wegen Stacey gekommen. Sie will ihn schon wieder wegschicken, als er sagt, er habe einen Joint mitgebracht. So lässt sie ihn doch hinein, und bald schon landen sie im Bett. Alan und Jake sind unterwegs zum Grand Canyon, als sie in einem Motel übernachten. Alan hat Geld beiseite gelegt, das er nun Jake gibt, damit er etwas hat, wenn er nach Japan geht. Stacey erwischt Walden und Linda im Bett und findet, dass der Opa besser zu ihrer Großmutter passe. |           |                                    |                                           |                      |                                       |               | |                |

## DVD-Veröffentlichung
In den Vereinigten Staaten wurde die DVD zur zehnten Staffel am 24. September 2013 veröffentlicht. In Deutschland ist die DVD zur zehnten Staffel seit dem 6. Dezember 2013 erhältlich.